# École de Yucai du Nord-Est
L'École de Yucai du Nord-Est (Chinois: 东北育才学校; Pinyin: Dōngběi Yùcái Xúexiào; Anglais: Notheast Yucai School; Abréviation: NEYC),
a été fondée le 1er mai 1949. C’est un établissement d’enseignement situé à Shenyang, la capitale de la province de Liaoning, au nord-est de la Chine, placé sous la tutelle du bureau d’enseignement de Shenyang.
L’école offre principalement un enseignement secondaire, du collège (12 ans – 15 ans) au lycée (15 ans – 18 ans).
En 2006, l’école a officiellement adopté le nom de « Groupe de l’enseignement de NEYC » pour s’adapter à son développement à grande échelle. Aujourd’hui, le groupe dispose de 13 sections sur 9 campus répartis entre Shenyang, Fushun et Tieling.
Chaque année le groupe recrute des élèves de la province de Liaoning et du Xinjiang. Au total, le groupe accueille environ 900 enseignants et 8 300 élèves.
Les objectifs de l'enseignement sont « apprendre à prendre soin（学会关心）; apprendre à créer（学会创造）; développer toutes connaissances et compétences（全面发展）; montrer son talent tôt（初露才华）».
Classée en première position dans la province de Liaoning, NEYC est réputée pour son enseignement secondaire de haute qualité, ses résultats au Concours national d’entrée aux établissements d’enseignement supérieur et aux championnats nationaux et internationaux de sciences, ainsi que pour le niveau d’excellence de ses élèves,.

## Histoire[1]
- De 1933 à 1945, l’école a été « l’école élémentaire de Fengtian Chiyoda » qui recevait des enfants japonais pendant la seconde guerre mondiale.
- En 1945-46, le gouvernement chinois a récupéré l’école, qui a été fermée le 15 juillet 1946. Les élèves japonais sont retournés au Japon.
- Le 1er mai 1949, l’école élémentaire de Yucai du Nord-Est a été fondée par les révolutionnaires prolétariens ZHANG Wentian, LI Liqun et XU Teli. L’école accueillait des enfants des cadres du Parti communiste chinois.
- En 1958, NEYC a ouvert un collège.
- En 1986, NEYC a lancé la première « classe extraordinaire » et a commencé des réformes en vue de « l’enseignement des talents ».
- De 1998 à 2006, NEYC a créé successivement l’École de langue étrangère, l’école élémentaire, le département international et le département du lycée scientifique, l’école élémentaire modèle de Dongguan, l’école maternelle et l’école bilingue.
- En 2006, NEYC a adopté le nom « Groupe de l’enseignement de NEYC ».

## Organisation
Aujourd’hui, le Groupe de l’enseignement de NEYC dispose de 13 sections répartis sur 9 campus :
- École maternelle de NEYC[6],[7]
- École élémentaire de NEYC

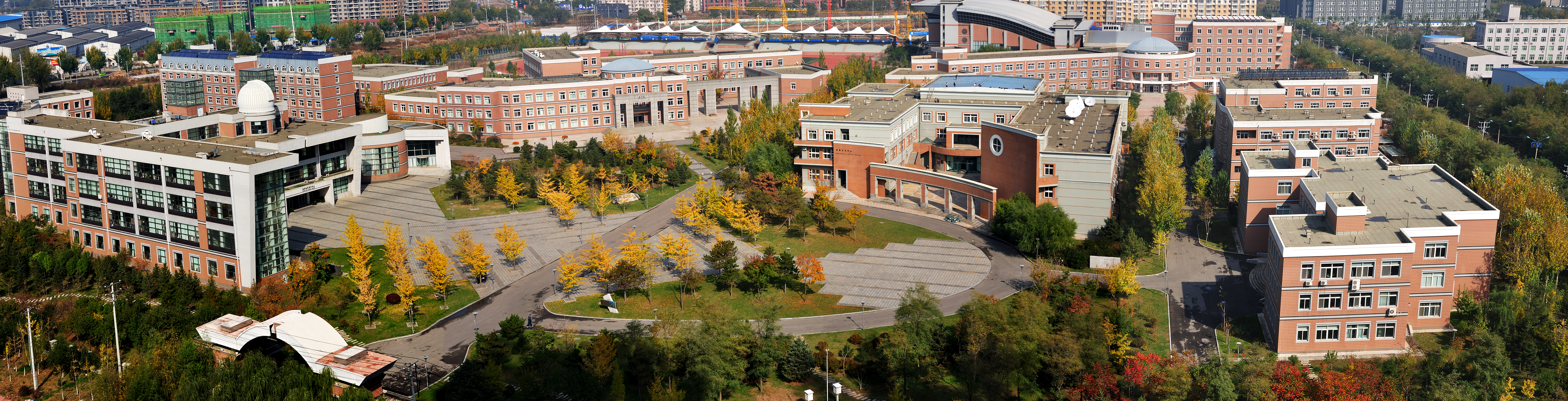
Panorama du campus Hunnan

- École élémentaire modèle de Dongguan[8]
- Collège de NEYC[8]
- Lycée de NEYC
- Département du lycée scientifique[7]
- Département des classes extraordinaires
- Département du Xinjiang de NEYC
- Département international de NEYC
- École de langue étrangère de NEYC[8]
- École bilingue de NEYC[8]
- École d’art de Beihong de NEYC[7]
- École expérimentale de NEYC[6],[7]

## Particularités

### L’enseignement des talents[9],[10]

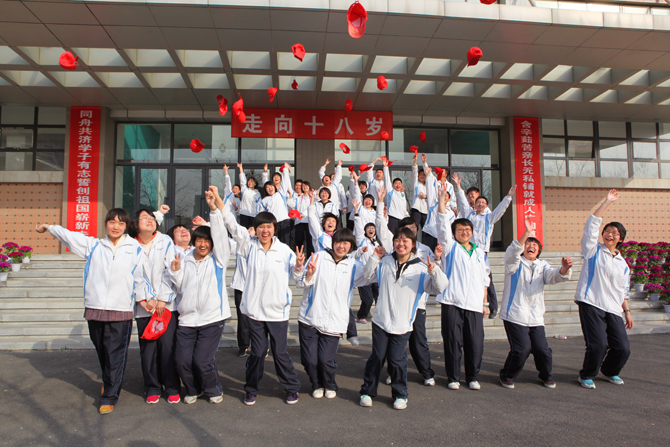
Fêter 18 ans

En 1985, GE Chaoding a assumé la présidence de NEYC et commencé à mettre en œuvre de réformes en vue de « l’enseignement des talents（优才教育）». En 1991, le bureau d’enseignement de Shenyang a nommé NYEC « école expérimentale de l’enseignement des talents ».
Les principes de l’enseignement des talents consistent à adapter des cursus scolaires aux caractéristiques différentes des élèves. Cela se concrétise par divers programmes, dont les classes extraordinaires et les classes avancées sont représentatives.
Classes extraordinaires. Les « classes extraordinaires（超常班）», créées en 1986 par NEYC, ont pour objectif de proposer aux élevés doués un cursus spécial et accéléré d’enseignement secondaire. Le recrutement très sélectif a lieu par concours 2 ans avant la fin de l’enseignement élémentaire. Il est ouvert aux élèves de moins de 11 ans de Shenyang, voire de la province de Liaoning.
Les élèves des classes extraordinaires ne participent pas au Concours régional d’entrée de lycée. Ils passent 5 ans à NEYC à acquérir l’ensemble des connaissances et compétences, ce qui nécessite 8 ans d’études dans un cursus normal. À l’issue de l’enseignement secondaire, les élèves participent au Concours national d’entrée d’enseignement supérieur (Gaokao) à l’âge de 15 ans, au lieu de 18 ans en moyenne pour les élèves normaux.
En raison des débouchés qu’elles offrent et, surtout, des résultats au Gaokao, les classes extraordinaires remportent beaucoup de succès; les élèves sont notamment recherchés par les classes extraordinaires des universités chinoises, par exemple, celle de l'Université de Sciences et Technologie de Chine.
Classes avancées. Les « classes avancées（特常班）» de NEYC consistent à proposer aux élèves talentueux une formation très avancée dans une spécialité (par exemple, les mathématiques, l’informatique, l’anglais, le japonais) dans un cursus de 6 ans d’enseignement secondaire.
Le recrutement des classes avancées est très sélectif. NEYC peut avoir le privilège d’organiser ses concours, ouverts à l’ensemble des élèves des écoles élémentaires de Shenyang, avant les examens normaux d’entrée de collège à Shenyang. Avec généralement un haut niveau d’exigence en mathématiques, les concours sont conçus pour sélectionner des élèves qui pourront démontrer leur haut potentiel dans leur future classe.
Ainsi, les élèves admis disposent de 6 ans à NEYC pour bénéficier d’un enseignement secondaire de haute qualité et d’une formation très avancée dans une matière. Le but est davantage de développer la capacité intellectuelle et la personnalité d’un élève par un approfondissement dans un domaine que de former un spécialiste. Ce programme spécial a beaucoup de succès : les élèves de la classe de mathématiques et de la classe d’informatique ont d’excellents résultats dans des championnats de sciences régionaux, nationaux et internationaux; les compétences linguistiques des élèves de la classe d’anglais et de la classe de japonais leur permettent de participer aux concours d’entrées des universités étrangères et d’obtenir des résultats remarquables.
Par ailleurs, il existe un programme intitulé « 6 ans continus（六年制）» et des « classes générales（常态班）». D’une manière générale, les programmes de l’enseignement secondaire de NEYC partagent les mêmes caractéristiques. Ils commencent par une sélection stricte à l’entrée avant l’âge de 12 ans et assurent aux élèves admis un enseignement du collège au lycée au cours d’un cursus de 6 ans. Les élèves n’ont pas de pression en vue du Concours régional d’entrée de lycée et n’ont pas à changer d’école au bout de 3 ans. Ainsi, ils ont plus de liberté pour développer leurs compétences et leurs centres d’intérêt personnels. Par ailleurs, la plupart des élèves vivent quelques années en internat, cette vie collective développe de fortes amitiés entre des élèves et une solide adhésion des élèves à l’école et à son esprit.

### Ouverture internationale

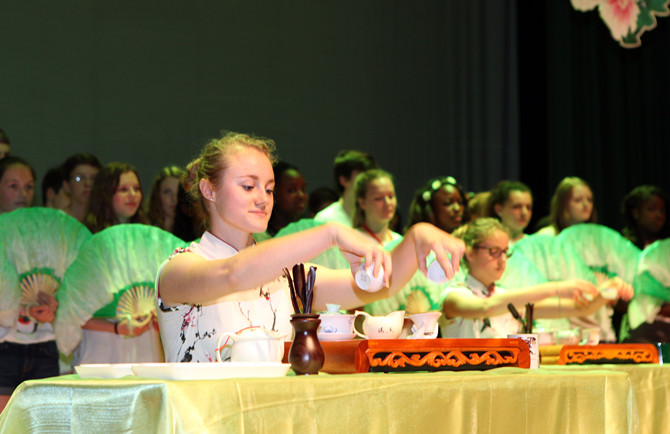
Cérémonie du thé

Formation de langues étrangères. L’international est depuis longtemps au cœur de la stratégie de NEYC. Historiquement, l’école a un lien étroit avec des établissements d’enseignement japonais. Ceci a donné lieu à la classe avancée de japonais, et plus tard à l’école amicale sino-japonaise de NEYC. Le japonais est la deuxième langue étrangère la plus étudiée après l’anglais par les élèves de NEYC. À la sortie de NEYC, une grande partie des élèves qui ont appris le japonais partent au Japon participer aux concours d’entrée des universités japonaises. Les résultats sont excellents ; chaque année, un certain nombre d’élèves de NEYC réussissent à entrer dans les meilleures universités japonaises comme l’université de Tokyo et l’université de Kyoto,.
En 1998, « l’École de langue étrangère de NEYC » a été créée pour remplacer l’école amicale sino-japonaise de NEYC. En plus du japonais et d’autres langues, l’école dispense l’enseignement du français dans des classes spécialisées.
Échanges internationaux. NEYC entretient des relations de coopération avec des établissements d’enseignement dans beaucoup de pays : Singapour, États-Unis, France, Allemagne, etc. D’une part, l’école accueille beaucoup de visiteurs étrangers, enseignants comme élèves. D’autre part, l’école envoie ses élèves dans des programmes d’échanges internationaux. Par exemple, certains programmes avec la France permettent aux élèves de séjourner un an dans un lycée en France et de reprendre ses études au retour à NEYC. À travers les programmes d’échanges, les élèves bénéficient d’un apprentissage des langues étrangères, enrichissent leurs expériences et élargissent leurs visions. Ces éléments constituent d’ailleurs des atouts supplémentaires pour les élèves qui vont postuler aux meilleures universités dans le monde.
Département international.
Depuis 2002, NEYC a mis en place le « département international » qui comprend le département chinois, le département anglais, ainsi que le département français et le département allemand en partenariat avec Michelin et BMW. Le département international recrute et regroupe des enseignants étrangers de NEYC, et proposent une formation entièrement bilingue et interculturelle. L’objectif est de construire un système complet d’enseignement internationale et de mieux accueillir des élèves étrangers.
En 2009, NEYC a rejoint l’union mondiale des écoles secondaires célèbres. L’ambition de NEYC est de construire une école de renommée mondiale, en intégrant les points forts de l’enseignement oriental et occidental, et de former des talents interculturels et capables de participer aux affaires et compétitions internationales.

### Sciences et innovation[24]
Classe innovante. En 2010, NEYC a mis en place la première « classe innovante expérimentale（实验创新班）» dans le nord-est de la Chine, afin d’explorer de nouvelles méthodes d’enseignement pour les jeunes innovateurs.
La scolarité de la classe innovante comprend divers cours autour de l’innovation, avec pour objectif de stimuler le potentiel d’innovation et de développer la créativité des élèves. Ces cours
comprennent la méthodologie de la recherche scientifique, les méthodes pour l’innovation, ainsi que des initiations aux techniques de pointe comme le génie logiciel, la robotique, les sciences de la vie, etc.
Laboratoires scientifiques. Pour que des élèves apprennent les sciences et développent l’innovation sur le terrain, NEYC a construit un certain nombre de laboratoires scientifiques en partenariat avec des instituts de recherche et des entreprises.
Par exemple, NEYC a construit une salle d’exposition des ressources minérales de la province de Liaoning et un laboratoire de la conception architecturale.
NEYC a aussi construit une base scientifique d’agriculture de 10 000 mètres carrés inaugurée par l’académicien YUAN Longping, le père du riz hybride,. Cette base constitue la première base d’enseignement fondamental de la science agricole en Chine.
En 2010, NEYC a créé « l’Institut de l’enseignement de l’innovation » en collaboration avec plusieurs laboratoires de l'Académie chinoise des sciences (par exemple, le laboratoire des métaux, le laboratoire en automatique).

### Activités culturelles et sportives[27]

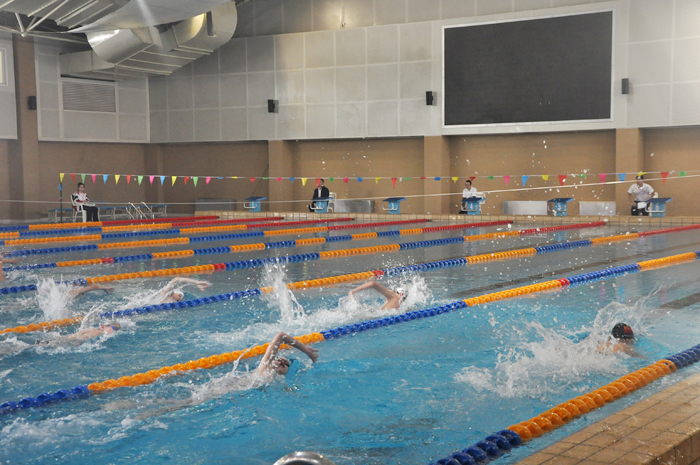
Natation à NEYC

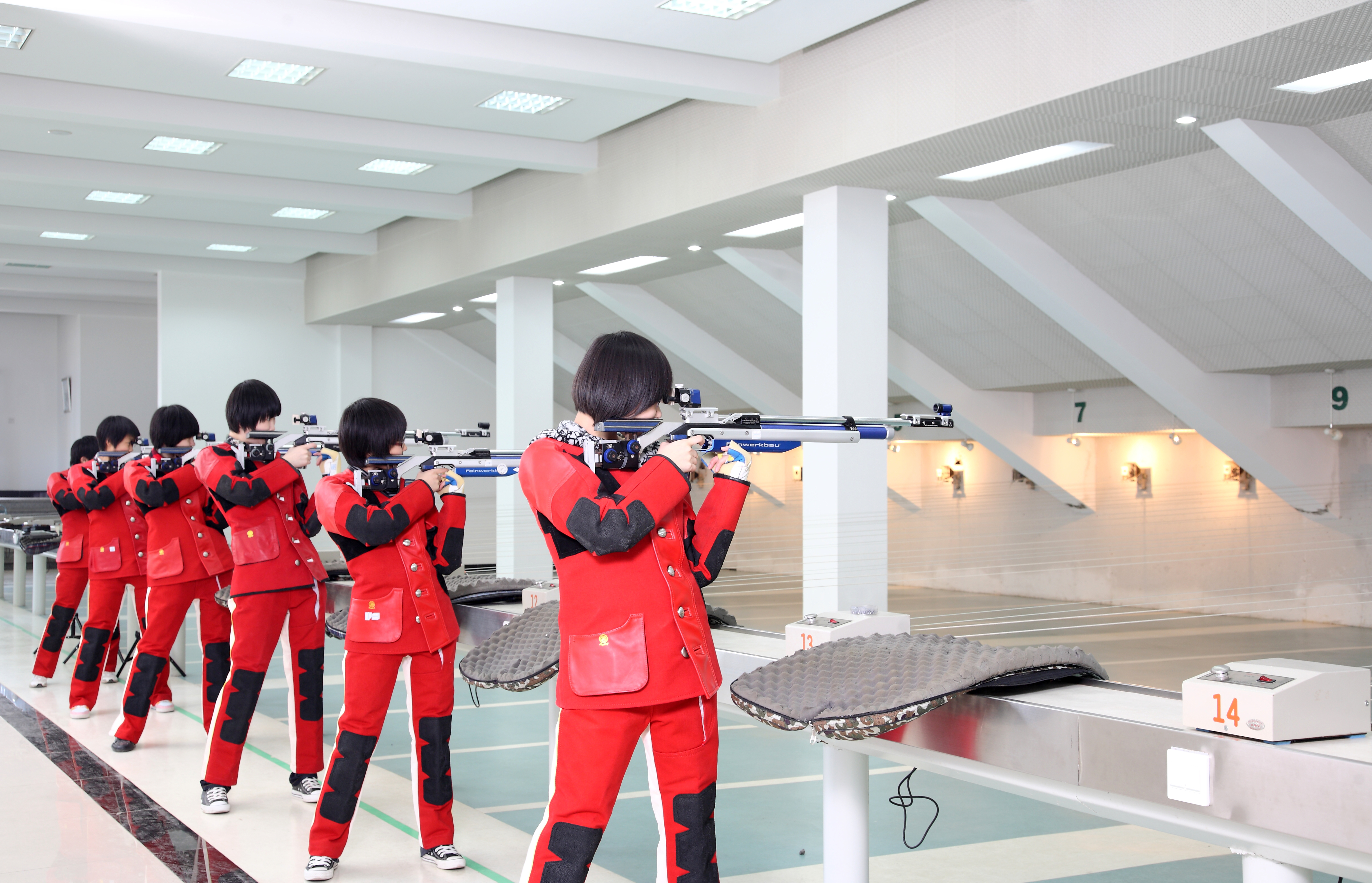
Entraînement du tir sportif

NEYC encourage ses élèves à développer leurs loisirs culturels et artistiques et leur fournit des ressources pour qu’ils pratiquent des activités sportives telles que la natation, l’aviron, le tir sportif.
En 2008, NEYC a ouvert son club de tir sportif. L’école a été nommée « base des talents de tir pour l’université Tsinghua ».
En 2009, l’école d’art de Beihong de NEYC a été créée pour proposer une formation aux beaux-arts aux élèves se destinant à une carrière artistique.

## Résultats et débouchés[3]
Les élèves de NEYC obtiennent d’excellents résultats dans divers championnats nationaux et internationaux de sciences. De sa création à 2010, ils ont remporté 13 médailles d’or, 8 médailles d’argent et 8 médailles de bronze dans des Olympiades internationales de mathématiques, d'informatique et de physique, et 38 médailles d’or dans des Olympiades nationales. Les élèves de NEYC ont également de remarquables résultats au Concours national d’entrée d’enseignement supérieur (Gaokao). Ces excellents résultats leur permettent d’entrer dans les meilleures universités chinoises : l’université Tsinghua, l’université de Pékin, l’université Jiao-tong de Shanghai, etc.
Parmi les élèves qui partent à l’étranger, ceux de NEYC ont beaucoup de succès au Japon. Chaque année, un certain nombre d’entre eux réussissent les concours et entrent dans les meilleures universités japonaises telles que l’université de Tokyo et l’université de Kyoto,. Par ailleurs, chaque année, certains élèves de NEYC sont admis dans des universités prestigieuses comme l’université Yale, l’université de Cambridge, l’université d'Oxford.
En France, des élèves de NEYC poursuivent leurs études dans des écoles d'ingénieur réputées (Polytechnique, Mines, Ponts, ENSTA, INSA, etc.), dans des écoles de commerce (HEC, ESCP Europe, etc.), ou dans des grandes universités (l'université Paris-Saclay, Sorbonne Universités, etc.), ainsi que dans des établissements prestigieux comme l'École Normale Supérieure Paris et Sciences Po.

## Honneurs[32]
- École expérimentale de l’enseignement des talents
- École expérimentale de l’enseignement au patrimoine mondial de l’UNESCO
- École expérimentale de l’enseignement créatif de l’Association Créative de Chine
- Premières écoles nationales expérimentales de l’enseignement scientifique
- École nationale médaillée des Olympiades Nationales de Mathématiques
- École nationale médaillée des Olympiades Nationales d’Informatique
- École nationale démonstrative de la gestion de la qualité de l’enseignement
- École nationale médaillée pour son système éducatif
- Premiers lycées exemplaires de la province de Liaoning
- École médaillée de l’enseignement bilingue de la province de Liaoning
- École médaillée de l’enseignement et de la recherche scientifique de la province de Liaoning
- École spéciale de l’enseignement secondaire de physique de Liaoning

## Anciens élèves
- ZHOU Enlai : 1er Premier Ministre de la République populaire de Chine
- LI Wei : Académicien de l'Académie chinoise des sciences, président de l’Université d’aéronautique et d’astronautique de Pékin
- YUAN Si : Professeur en génie civil et vice-président de l’université Tsinghua
- MA Xiaowei : Vice-président de l’université de médecine de Chine, vice-ministre du ministère de la Santé de la République populaire de Chine
- WU Zhipan : Vice-secrétaire général du parti de l'université de Pekin
- LIU Xiaolian : Vice-présidente de l’Institut du Commandement de l’Armée de l’Air
- HONG Hu : Ancien préfet de la province de Jilin
- ZHU Yuli : Ancien PDG de China Aviation Industry Corporation
- CUI Dalin : Ancien vice-président de l’Administration générale de la culture physique et du sport
- LI Zimeng : Présentatrice du programme « Les nouvelles nationales » de la Télévision centrale de Chine
- WANG Ruolin : Ancien présentateur de Phoenix TV
- ZHENG Zhi : Jeune écrivain

## Alumni
1. NEYC Alumni en Chine
2. NEYC Alumni en France
3. NEYC Alumni au Japon